# Prix Denis-Lalanne
 (avril 2018).
Si vous disposez d'ouvrages ou d'articles de référence ou si vous connaissez des sites web de qualité traitant du thème abordé ici, merci de compléter l'article en donnant les références utiles à sa vérifiabilité et en les liant à la section « Notes et références ».
Le Prix Denis-Lalanne est un prix francophone récompensant chaque année le meilleur article de presse écrit pendant le tournoi de tennis de Roland-Garros. Il porte le nom de Denis Lalanne, grande figure du journalisme de sport, décédé le 7 décembre 2019 à 93 ans. « Je ne lisais L'Équipe que pour lui », a déclaré l'académicien Angelo Rinaldi. Denis Lalanne est regardé par deux générations de lecteurs comme le principal chantre français du tennis, du rugby et du golf.
Le Prix Denis-Lalanne a été créé en 2012 par Christophe Penot, responsable de Cristel Éditeur d’Art, à Saint-Malo, avec le double accord de Denis Lalanne et de la Fédération française de tennis, alors présidée par Jean Gachassin.
Chaque année, un jury se réunit durant les qualifications du tournoi pour relire les meilleurs articles du millésime précédent et désigner le lauréat. Lequel lauréat est ensuite récompensé le premier mardi du tournoi de Roland-Garros au Bar de la presse (Court Philippe-Chatrier) en présence de ses confrères. Il reçoit traditionnellement un portfolio contenant une œuvre d’art spécialement réalisée par un artiste de réputation internationale.

## Historique
Le Prix Denis-Lalanne, organisé depuis 2012 par Cristel Éditeur d’Art, est un prix francophone ouvert à chaque journaliste écrivant, régulièrement ou non, en langue française, pendant et sur le tournoi de tennis de Roland-Garros. Il concerne tous les genres journalistiques de la presse écrite : portrait de joueur, compte rendu de compétition, chronique, analyse, billet, éditorial, interview, etc. Pour être sélectionnés, les articles doivent avoir été publiés dans la presse papier ou la presse électronique. Tout texte publié dans un livre est exclu.
Depuis 2012, le Prix Denis-Lalanne est parrainé par la Fédération française de tennis (FFT). Il est intitulé officiellement : Prix Denis-Lalanne—Trophée Roland-Garros. « Notre Fédération organise, en collaboration avec Christophe Penot, le Prix Denis-Lalanne, créé pour récompenser chaque année le meilleur article écrit en langue française pendant le tournoi de Roland-Garros. Hommage à la francophonie, donc. Hommage aux conteurs. Hommage au talent », écrit Jean Gachassin, alors président de la Fédération française de tennis, le 28 mai 2013 dans le livret édité pour la première remise du Prix.
« Parmi les nombreuses tâches qui incombent à un président nouvellement élu, il en est certaines des plus agréables, et la présidence d'honneur du Prix Denis-Lalanne est bien de celle-là. De quoi s'agit-il exactement ? De récompenser chaque année, au nom de la Fédération française de tennis, le meilleur article de presse écrit pendant le tournoi de Roland-Garros. En d'autres termes, de maintenir, même à l'heure de l'audiovisuel, la singularité de ce petit miracle que demeure, à mes yeux d'attentif lecteur, un beau et bon "papier" rédigé dans l'urgence d'un bouclage ! », écrivait à son tour, le 30 mai 2017, Bernard Giudicelli, successeur de Jean Gachassin à la tête de la Fédération française de tennis. Après son accession à la tête du tennis français, en 2021, Gilles Moretton confirme cet engagement fédéral dans le livret de remise de prix édité pour la salle de presse : « Lorsque le Prix Denis-Lalanne a été fondé en 2012, il entendait marquer le soutien de la Fédération Française de Tennis à la tradition de la presse écrite. Car c’est bien elle, et non la télévision ou la radio, qui s’avère le dépositaire de notre histoire, de nos racines. C’est elle, avec son recul face à l’événement, qui nous offre le petit frisson supplémentaire… Quelle fierté, alors, pour le lecteur que j’ai toujours été, et maintenant pour le juré que je suis, de pouvoir dire aux femmes et aux hommes de la presse écrite qu’elles et ils sont plus que jamais bienvenus à Roland-Garros ». 
Pour perpétuer la tradition d'accueil chère à la Fédération française de tennis, un exemplaire du portfolio est réservé par l’organisateur, à chaque édition, soit pour un musée, soit pour une organisation caritative, soit pour une association sportive ou pour une œuvre d’intérêt général.

## Composition du jury
Composé de professionnels passionnés de tennis et de francophonie, le jury a rassemblé, jusqu'en 2024, les jurés suivants : 
- Gilles Moretton, président de la Fédération française de tennis et président d’honneur du Prix Denis-Lalanne ;
- Stéphane Morel, directeur général de la Fédération française de tennis ;
- Alain Frachon, journaliste, ancien directeur éditorial au journal Le Monde ;
- Amélie Mauresmo, ancienne numéro 1 mondiale du tennis, directrice du tournoi de Roland-Garros ;
- Christophe Penot, ancien journaliste, écrivain et éditeur d’art, fondateur du Prix Denis-Lalanne et responsable de son organisation ;
- Philippe Peyrat, directeur du département mécénat et sponsoring d’Engie, partenaire du tennis ;
- Géraldine Pons, directrice des sports d'Eurosport France ;
- Myrtille Rambion, directrice de la communication de la Fédération française de tennis.

Chaque année, le jury comprend également un invité ès qualités représentant la presse francophone ou une structure liée au monde du sport.
Enfin, un invité d’honneur prestigieux, représentant généralement un grand corps de l'État, et lui aussi passionné de tennis et de francophonie, participe à l’élection du lauréat, tandis que pour garantir l’indépendance des votes, la présidence du jury, avec voix prépondérante pour départager d’éventuels ex aequo, est confiée à une personnalité de la presse, des lettres ou de la culture qui veille, avec l’organisateur, au respect du règlement et à l’intégrité scrupuleuse des débats.
En 2025, pour la treizième édition chargée de statuer sur le meilleur article du tournoi 2024, place est faite dans le jury à deux licenciés pratiquants de la Fédération Française de Tennis afin d’intégrer au sein des lecteurs votant une autre sensibilité, moins strictement professionnelle mais aussi compétente et passionnée. Cécile Haddad et Joël Haddad, licenciés de l’Union Sportive Saint-Berthevin Tennis en Mayenne, sont les deux premiers nouveaux jurés ainsi invités.

## Liste des lauréats du Prix Denis-Lalanne
Les lauréats du Prix Denis-Lalanne :
| Année                       | Lauréat           | Article                                                                   | Journal            | Invité d'honneur     | Président du jury   |
| --------------------------- | ----------------- | ------------------------------------------------------------------------- | ------------------ | -------------------- | ------------------- |
| 1er Prix Denis-Lalanne 2012 | Myrtille Rambion  | Sam Sumyk, coach cash                                                     | Libération         | Jean Glavany         | Jean Gachassin      |
| 2e Prix Denis-Lalanne 2013  | Frédéric Bernès   | Et un et deux et trois, héros !                                           | L'Équipe           | Roselyne Bachelot    | Frédéric Taddeï     |
| 3e Prix Denis-Lalanne 2014  | Franck Ramella    | Rattrapé par son ombre                                                    | L'Équipe           | Hervé Bourges        | Gilles van Kote     |
| 4e Prix Denis-Lalanne 2015  | Cyrille Poméro    | L'assassin habite au 21                                                   | La Dépêche du Midi | Frédéric Vitoux      | Alain Frachon       |
| 5e Prix Denis-Lalanne 2016  | Jean-Julien Ezvan | Novak Djokovic ou l'éloge de la patience                                  | Le Figaro          | Jean-Philippe Gatien | Eric Revel          |
| 6e Prix Denis-Lalanne 2017  | David Loriot,     | Agassi. Le kid. Génie malgré lui                                          | L'Équipe           | Éric Fottorino       | Anne Nivat          |
| 7e Prix Denis-Lalanne 2018  | Laurent Favre     | Trungelliti, voyageur au long cours                                       | Le Temps           | Patrick de Carolis   | Géraldine Pons      |
| 8e Prix Denis-Lalanne 2019  | Christian Despont | Numéro un dans les cœurs                                                  | Le Matin Dimanche  | Philippe Labro       | Céline Géraud       |
| 9e Prix Denis-Lalanne 2020  | Christian Despont | Ils hurlent mais ne tolèrent aucun bruit. Pourquoi ?                      | 24 Heures          | Claude Lelouch       | Alain Duhamel       |
| 10e Prix Denis-Lalanne 2021 | Franck Ramella    | Les confs, ça ose tout                                                    | L'Équipe           | Alexandre Bompard    | Thomas Sotto        |
| 11e Prix Denis-Lalanne 2022 | Christian Despont | L'amorti, retour de la caresse chez les brutes épaisses                   | www.watson.ch      | François Hollande    | Laure Adler         |
| 12e Prix Denis-Lalanne 2023 | Laurent Favre     | Fermez les yeux et écoutez Roland-Garros                                  | Le Temps (Suisse)  | Maylis de Kerangal   | David Foenkinos     |
| 13e Prix Denis-Lalanne 2024 | Yann Bouchez      | Corentin Moutet fait son show et se qualifie pour les huitièmes de finale | lemonde.fr         | Lionel Jospin        | Manon Apithy-Brunet |

## Les récompenses
Le lauréat du prix reçoit une estampe, spécialement réalisée chaque année par un artiste différent.
| Prix                        | Auteur de l'estampe  |
| --------------------------- | -------------------- |
| 1er Prix Denis-Lalanne 2012 | Jacques Villeglé     |
| 2e Prix Denis-Lalanne 2013  | Erró                 |
| 3e Prix Denis-Lalanne 2014  | Peter Stämpfli       |
| 4e Prix Denis-Lalanne 2015  | Peter Klasen         |
| 5e Prix Denis-Lalanne 2016  | Philippe Cognée      |
| 6e Prix Denis-Lalanne 2017  | Vladimir Veličković  |
| 7e Prix Denis-Lalanne 2018  | Claude Viallat       |
| 8e Prix Denis-Lalanne 2019  | Pat Andréa           |
| 9e Prix Denis-Lalanne 2020  | Franco Salas Borquez |
| 10e Prix Denis-Lalanne 2021 | Valerio Adami        |
| 11e Prix Denis-Lalanne 2022 | Olga Novokhatska     |
| 12e Prix Denis-Lalanne 2023 | Ivan Messac          |
| 13e Prix Denis-Lalanne 2024 | Frédéric Brandon     |